# Wereldkampioenschap voetbal 2018 (Groep C) Frankrijk - Australië
Dit artikel gaat over de wedstrijd in de groepsfase in groep C tussen Frankrijk en Australië die gespeeld werd op zaterdag 16 juni 2018 tijdens het wereldkampioenschap voetbal 2018. Het duel was de vijfde wedstrijd van het toernooi.

## Voorafgaand aan de wedstrijd
- Frankrijk stond bij aanvang van het toernooi op de 7e plaats van de FIFA-wereldranglijst.[1]
- Australië staat bij aanvang van het toernooi op de 36e plaats van de FIFA-wereldranglijst.[2]
- De confrontatie tussen de nationale elftallen van Frankrijk en Australië vond viermaal eerder plaats.[3] Twee hiervan eindigden in een winst voor Frankrijk, één werd een gelijkspel en één wedstrijd werd gewonnen door Australië
- Het duel vindt plaats in het Kazan Arena in Kazan. Dit stadion werd in 2013 geopend, en heeft een capaciteit van 45.105.

## Wedstrijdgegevens[4]
| Datum                | 16 juni 2018                                                                                 | 16 juni 2018                                                                                 |
| Wedstrijdnummer      | 5                                                                                            | 5                                                                                            |
| Stadion              | Kazan Arena, Kazan                                                                           | Kazan Arena, Kazan                                                                           |
| Toeschouwers         | 41.279                                                                                       | 41.279                                                                                       |
| Scheidsrechter       | Andrés Cunha                                                                                 | Andrés Cunha                                                                                 |
| Assistenten          | Nicolas Taran Mauricio Espinosa                                                              | Nicolas Taran Mauricio Espinosa                                                              |
| Vierde official      | Julio Bascuñán                                                                               | Julio Bascuñán                                                                               |
| Videoscheidsrechters | Mauro Vigliano Hernan Maidana (assistent) Tiago Martins (assistent) Jair Marrufo (assistent) | Mauro Vigliano Hernan Maidana (assistent) Tiago Martins (assistent) Jair Marrufo (assistent) |
| Man van de wedstrijd | Antoine Griezmann                                                                            | Antoine Griezmann                                                                            |
|                      | Frankrijk                                                                                    | Australië                                                                                    |
| Doelpunten           | 2                                                                                            | 1                                                                                            |
| Gele kaarten         | 1                                                                                            | 3                                                                                            |
| Rode kaarten         | 0                                                                                            | 0                                                                                            |
| Wissels              | 3                                                                                            | 3                                                                                            |
| Schoten op doel      | 9                                                                                            | 2                                                                                            |
| Schoten naast doel   | 4                                                                                            | 2                                                                                            |
| Overtredingen        | 16                                                                                           | 19                                                                                           |
| Hoekschoppen         | 5                                                                                            | 1                                                                                            |
| Buitenspel           | 0                                                                                            | 0                                                                                            |
| Vrije trappen        | 19                                                                                           | 16                                                                                           |
| Balbezit (%)         | 51                                                                                           | 49                                                                                           |

| Frankrijk | 2 – 1        | Australië |
| Antoine Griezmann 58' (pen.) Aziz Behich 81' (e.d.) | goals        | 62' (pen.) Mile Jedinak |
| Didier Deschamps | bondscoach   | Bert van Marwijk |
| Hugo Lloris Benjamin Pavard Raphaël Varane Samuel Umtiti Lucas Hernández Paul Pogba Corentin Tolisso 78' N'Golo Kanté Antoine Griezmann 70' Kylian Mbappé Ousmane Dembélé 70' | opstellingen | Mathew Ryan Mark Milligan Aziz Behich Josh Risdon Trent Sainsbury Mathew Leckie 84' Robbie Kruse 64' Andrew Nabbout Aaron Mooy Mile Jedinak 72' Tom Rogić |
| Nabil Fekir 70' Olivier Giroud 70' Blaise Matuidi 78' | wissels      | 64' Tomi Jurić 72' Jackson Irvine 84' Daniel Arzani |
| Corentin Tolisso 76' | gele kaarten | 13' Mathew Leckie 57' Josh Risdon |
| | rode kaarten | |